# Перепись населения США (1980)
Двадцатая перепись населения на территории США проводилась в 1980 году. В переписи приняли участие 226 545 805 человек, что примерно на 11,4% больше предыдущей переписи. Тогда по результатам переписи в стране проживало 203 184 772 человека.

## Задаваемые вопросы
Перепись населения в 1980 году требовала ответа на следующие вопросы:
- Адрес проживания
- Имя
- Степень родства между жителями домохозяйства
- Пол
- Раса
- Возраст
- Семейное положение
- Является ли происхождение латиноамериканским

Впервые опрос не просил выделить «главу домохозяйства». Примерно 16% домохозяйств заполняли длинную форму опроса, включавшую в себя более 100 вопросов.